# Григорово (Нижегородская область)
Григо́рово — село в Большемурашкинском районе Нижегородской области, административный центр Григоровского сельсовета. Расположено в 12 километрах к западу от районного центра.

## История
Григорово впервые упоминается в 1578 году (в то время село входило в Закудемский стан Нижегородского уезда), это малая родина Аввакума Петрова (1620), где средневековому русскому писателю и религиозному деятелю установлены памятник и часовня. Каменная Казанская церковь, возведённая к 1700 году на месте деревянной Церкви святых Бориса и Глеба, где служил отец писателя, — памятник архитектуры (находится в руинированном состоянии).
В качестве бортного села, крестьяне которого платили натуральный оброк мёдом, Григорово известно с начала XVII века. Оно приписано к внутренним дворцовым административно-территориальным единицам Закудемского стана Нижегородского уезда, то есть к землям Нижегородского уезда, простирающимся в восточном направлении от Кудьмы; его население, платившее оброки в казну, занималось бортничеством, охотой, рыболовством.
В первой половине XVII века служилое землевладение на территории Нижегородского уезда быстро развивалось, и подавляющее большинство населённых пунктов дворцовых волостей и административных образований мордвы и бортников (таких как, например, «Мордва Ватская», «Мордва Запьянская» — всего 7 мордовских территориальных образований) стали за это время владениями феодалов и перешли в Закудемский стан. В условиях массового перевода поселений в разряд вотчинных владений феодалов местное население активно искало поддержки в лице монастырей и церкви. Чтобы заручиться ею, крестьяне готовы были пойти на значительные уступки.
Неотъемлемым элементом инфраструктуры поволжских торговых сёл выступала таможня. При организации нижегородской сельской торговли в XVII веке доходы от питейных заведений, перевоза, торговли собирались в специальных таможенных избах крупных торговых сёл. Тем не менее в первой половине XVII века подобное учреждение в Григорове отсутствовало. При этом таможенные избы, ближайшие к селу, располагались в Вельдеманове и Шахманове.
Чаще всего сельский торг действовал один раз в неделю. В этот день к сельскому храму подъезжали крестьяне из окрестных сёл и деревень и с возов предлагали свой наработанный товар. В мурашкинской округе такие импровизированные, но быстро ставшие привычными торги по субботам были в сёлах Григорово и Шахманово. Кроме того, близ Нижнего Новгорода в субботу устраивались торговые дни в Городце. Соответственно, если село было государственным, то деньги от торгов через откупщиков направлялись в государственную казну, если частновладельческим — владельцу имения. В начале XVII века торг в Григорове был на откупе (его брали на откуп крестьяне этого же самого села, регулярно приносившие доход в государственную казну).
В 1614—1620 годах дворцовые земли начали активно раздаваться правительством в качестве поместий и вотчин. Это была политика государства, рассчитанная на укрепление и поднятие мощи боярского и дворянского сословий. Начальный период процесса раздачи дворцовых земель в вотчины и поместья отразила Писцовая книга Дмитрия Лодыгина 1621/22—1623/24 годов в части, касающейся землевладений Закудемского стана, а также Платёжная книга 1629 года, составленная на её основе. В указанной Писцовой книге при описании Закудемского стана был создан специальный раздел, обозначенный следующим образом: «Из государевых царёвых и великого князя Михаила Фёдоровича всея Руси Нижегородских посопных дворцовых и бортных сёл и из мордовских земель за вотчинники и за помещики». Как показывает анализ источников, большинство земель Закудемского стана с сёлами и деревнями, пашней, обширными лесными, в том числе бортными, угодьями отошли в вотчины не нижегородцам, а представителям знатнейших фамилий Московского государства того времени — князю Ивану Михайловичу Воротынскому, боярину Михаилу Борисовичу Шеину, боярину Семёну Васильевичу Головину, стольнику Борису Ивановичу Морозову, боярину князю Борису Михайловичу Лыкову, окольничему Артемию Васильевичу Измайлову и другим. В платёжницах 1646 года отмечается, что перешла в разряд поместных земель и территория дворцового села Григорово. До 1614 года не имевшее (в отличие от других бортных сёл Закудемского стана) никакой округи из деревень, Григорово затем было пожаловано в вотчину окольничему Фёдору Васильевичу Волынскому, а затем по наследству перешло к его сыну Ивану. В их вотчине рядом с селом были основаны сразу 4 новых поселения — 3 починка (Медвежья Поляна, Замочалье, Малое Игнатово), а также деревня (Большое Игнатово).
С образованием в конце XVIII века в составе Нижегородского наместничества Княгининского уезда, Григорово перешло в его состав. На протяжении почти полутора веков оно входило в Курлаковскую волость. В 1923 году Княгининский уезд был упразднён. 29 июня 1929 года был организован Большемурашкинский район с центром в селе Большое Мурашкино, и Григорово вошло в его состав.
В апреле 1963 года Большемурашкинский район был расформирован. Его территория была поделена на три части, которые передавались в подчинение Кстовскому, Лысковскому и Перевозскому районам. Село Григорово вошло в Перевозский район.
27 января 1965 года Большемурашкинский район был в очередной раз восстановлен на прежней территории, и Перевозским районом Григорово было передано ему. С того момента территория села — часть Большемурашкинского района.

## Население
| 1999 | 2002 | 2010 |
| ---- | ---- | ---- |
| 674  | ↘605 | ↘495 |

## Связь
В селе расположено отделение Почты России (индекс 606371).

## Интересные факты
В селе Григорове в 1620 году родился знаменитый лидер старообрядчества протопоп Аввакум Петров. 5 июня 1991 года здесь ему был установлен памятник работы скульптора В. М. Клыкова.
В 2020 году в селе появилась площадь Аввакума, а в выходящем на неё местном Доме культуры стала располагаться постоянно действующая экспозиция, посвящённая протопопу. В декабре 2020 года на стене здания Дома культуры торжественно открыта мемориальная доска в его честь. Ежегодно здесь проводятся Аввакумовский праздник, куда съезжаются староверы со всего мира.